# Corimbion nigroapicatum
Corimbion nigroapicatum är en skalbaggsart som beskrevs av Martins 1970. Corimbion nigroapicatum ingår i släktet Corimbion och familjen långhorningar. Inga underarter finns listade i Catalogue of Life.